# Olga Joroshavtseva
Olga Nikoláyevna Joroshavtseva (en ruso: Ольга Николаевна Хорошавцева; Áchinsk, 24 de agosto de 1994) es una deportista rusa que compite en lucha libre.
Ganó una medalla de bronce en el Campeonato Mundial de Lucha de 2019 y tres medallas de oro en el Campeonato Europeo de Lucha entre los años 2020 y 2025.

## Palmarés internacional
| Campeonato Mundial | Campeonato Mundial      | Campeonato Mundial | Campeonato Mundial |
| Año                | Lugar                   | Medalla            | Categoría          |
| ------------------ | ----------------------- | ------------------ | ------------------ |
| 2019               | Nursultán (Kazajistán)  | Medalla de bronce  | 55 kg              |
| Campeonato Europeo |                         |                    |                    |
| Año                | Lugar                   | Medalla            | Categoría          |
| 2020               | Roma (Italia)           | Medalla de oro     | 55 kg              |
| 2021               | Varsovia (Polonia)      | Medalla de oro     | 53 kg              |
| 2025               | Bratislava (Eslovaquia) | Medalla de oro     | 57 kg              |